# Estação Ferroviária de Ponta Porã
A Estação Ferroviária de Ponta Porã foi uma construção destinada a embarque ou desembarque de passageiros de trem e, secundariamente, ao carregamento e descarregamento de carga transportada. Usualmente consistia em um edifício para passageiros (e possivelmente para cargas também), além de outras instalações associadas ao funcionamento da ferrovia. 

## Histórico
Inaugurada em 19 de abril de 1953, fez parte da linha da Noroeste do Brasil que ligava Campo Grande á fronteira com o Paraguai, chamado de Ramal de Ponta Porã pois a linha tronco chegava a Ponta Porã. Foram 9 anos de longa demora para o ramal ser concluído na sua plenitude, chegando primeiramente a Maracaju (no ano de 1944), depois Dourados (1949) e em 1953 a Ponta Porã. O terminal tinha pouca demanda de passageiros e foi um dos últimos a serem descontinuados pela RFFSA em 1 de junho de 1996, logo após ter passado a concessão da Novoeste. Desde então encontra-se totalmente abandonado. O edifício do terminal era grande porque incluia o terminal de passageiros e o armazém de cargas num único local. Em novembro de 2005 estava depredado e abandonado e em maio de 2007 estava restaurado, abrigando a Secretaria Municipal de Cultura e Esportes de Ponta Porã.

## Outras estações ferroviárias do município

### General Rondon
A Estação de Ministro Pestana foi inaugurada em 19 de abril de 1953 em um desfecho do trecho do ramal aberto até a estação final em Ponta Porã. Desde 1 de junho de 1996 que a linha não funciona para passageiros.

### Santa Virginia
A Estação de Santa Virginia foi inaugurada em 19 de abril de 1953 em um desfecho do trecho do ramal aberto até a estação final em Ponta Porã. Desde 1 de junho de 1996 que a linha não funciona para passageiros.